# Jacques Bouhy
Jacques-Joseph-André Bouhy (Pepinster, 18 de junio de 1848-París, 29 de enero de 1929) fue un barítono belga, más famoso por ser el primero en cantar la «Canción del toreador» en el papel de Escamillo en la ópera Carmen de Georges Bizet.

## Biografía
Bouhy nació el 19 de junio de 1848 en Pepinster. Después de estudiar en el Conservatorio de Música de Lieja, debutó en la Ópera de París como Méphistophélès (Fausto) en 1871. Actuó en la Opéra-Comique como Fígaro (Las bodas de Fígaro) y Escamillo (Carmen) en 1875. En la Opéra-Comique también creó el papel de Don César de Bazan en 1872. En 1882 se presentó en el Covent Garden cantando en Fausto y Carmen. Pasó un tiempo en Estados Unidos como el primer director del Conservatorio Nacional de Música de América en Nueva York. Antes de regresar a París para cantar el Sumo Sacerdote en Sansón y Dalila (1890). Era extremadamente popular entre el público y contaba a Massenet entre sus admiradores.
Los cantantes a los que enseñó o que recibieron instrucción de él incluyen a Gervase Elwes, Clara Butt, Louise Kirkby Lunn, Suzanne Adams, Bessie Abott, Leon Rains, Éva Gauthier, Olive Rae, Florence Turner-Maley, Lillian Blauvelt y Louise Homer, así como Nellie A. Hope y la contralto Jessie M.Soga.
Falleció en París el 29 de enero de 1929 a los 80 años.